# Мустафа Голубић
Мустафа Голубић (рус. Мустафа Голубич; Столац, 24. октобар 1889 / 24. јануар 1891 — Београд, јул 1941) био је српски, а касније југословенски, герилац (четник), револуционар и обавјештајац.
По избијању балканских ратова, придружио се четничком одреду Војислава Танкосића. Током Првог свјетског рата придружио се Српској војсци, касније је отпутовао у Русију, како би окупио регруте за Балкански фронт. Након што је Србија била приморана на повлачење услијед заједничке инвазије Аустроугарске, Њемачке и Бугарске 1915, Голубић се заједно са остатком Српске војске повукао на грчко острво Крф, гдје је ковао завјеру за убиство њемачког цара Вилхелма II, уз очигледно одобрење Драгутина Димитријевића Аписа, начелника српске војне обавјештајне службе.
Након што је отпутовао у Француску ради спровођења плана, Голубића су ухапсиле француске власти и депортовале га на Крф, гдје је затражено да свједочи против Димитријевића, који је од тада био у притвору под оптужбом да је ковао завјеру против регента пријестолонасљедника Александра Карађорђевића. Након тога се преселио у Француску, гдје је провео остатак рата.
Након што је наводно пријетио смрћу Александру, преселио се у Беч 1920, гдје је 1923. почео да пише публикацију која је повезана са Совјетским Савезом. Касније су га Совјети регрутовали као агента и вршио је атентате на совјетске противнике у иностранству у име НКВД-а. Голубић се по тајном задатку вратио у Краљевину Југославију 1941. године. Након инвазије сила Осовине и окупације Југославије, ухапсили су га Нијемци и на крају убили, након што је одбио да открије осјетљиве информације под мучењем.

## Биографија

### Младост и школовање
Мустафа Голубић је рођен у Столу, граду у југозападној Херцеговини. Датум његовог рођења варира у зависности од извора. По неким подацима, рођен је 24. октобра 1889. године. Други извори као датум рођења наводе 24. јануар 1891. године. Његов отац Мухамед био је занатлија, а мајка Нура је била домаћица. Родитељи су му били муслимани, док се сам Мустафа изјашњавао као Србин.
Голубић је основно образовање завршио у родном мјесту, а ради средњег образовања се преселио у Сарајево. У Београд се преселио 1908, гдје је студирао право на Београдском универзитету. Поједини Голубићеви школски другови и савременици су касније причали да га је у младости регрутовала Охрана, руска тајна полиција. Историчар Владимир Дедијер је касније консултовао записе Хуверовог института у покушају да провјери ове тврдње, али безуспјешно. Голубић се придружио Младој Босни, мултиетничкој омладинској организацији, која се залагала за престанак аустроугарске окупације Босне и Херцеговине и њено уједињење са Србијом или заједничком јужнословенском државом. Организација је међу члановима претежно имала Србе, али и Муслимане и Хрвате.

### Балкански ратови и Први свјетски рат
По избијању Првог балканског рата 1912, Голубић се придружио добровољачком четничком одреду мајора Војислава Танкосића. Током обуке Танкосић је наредио Голубићу и осталим добровољцима да скоче у Саву са жељезничког моста, „само да видим да ли ћете испунити све моје наредбе”.
По завршетку рата, Голубић се одселио у француски град Тулуз, гдје је наставио студије. Тамо се 14. јануара 1914. састао са члановима Младе Босне, Владимиром Гаћиновићем и Мухамедом Мехмедбашићем, ради планирања атентата на аустроугарског гувернера Босне и Херцеговине Оскара Поћорека, али завјера није успјела. Након атентата на аустроугарског пријестолонасљедника и надвојводу Франца Фердинанда, 28. јуна 1914. којег је извршио младобосанац Гаврило Принцип, Голубић се вратио у Србију, гдје поново ступио у Танкосићеве четнике. Убрзо је прекомандован у босански батаљон Ужичке војске, који је био под заповједништвом генерала Илије Гојковића, а начелник Штаба био је Драгутин Димитријевић Апис, уједно и начелник српске војне обавјештајна службе. Голубић је стигао са писмом препоруке које је потписао академик Јевто Дедијер. Почетком 1915. године, Голубић је отпутовао у Русију, у мисију окупљања добровољаца за Српску војску. У Србију се вратио у септембру исте године, непосредно прије заједничке инвазије Аустроугарске, Њемачке и Бугарске на земљу, која је приморала Српску војску и већи дио цивилног становништва на повлачење преко Албаније до грчког острва Крф.
Након повлачења, Голубић је пришао Димитријевићу са идејом да преко Швајцарске илегално уђе у Њемачку и изврши атентат на њемачког цара Вилхелма II. Димитријевић је очигледно одобрио план. Голубић је потом отпутовао у Француску, гдје је ухапшен и притворен у Тулону. У међувремену, Димитријевића је ухапсила српска војна полиција. Оба хапшења су практично окончала завјеру против Вилхелма II. Голубић је касније депортован на Крф на захтјев српских власти. Од њега је затражено да свједочи против Димитријевића, који је био оптужен за завјеру против 
пријестонасљедника Александра. Упркос мучењу којем је био изложен, Голубић је одбио да говори. Димитријевић је стријељан послије монтираног процеса у Солуну, у јуну 1917, а Голубић је пуштен на слободу, послије чега је напустио Крф и преко Италије отишао у Француску, гдје је живио до краја рата.

### Међуратни период
По повратку у Србију, која се у међувремену ујединила са осталим јужнословенским земљама на западном Балкану у Краљевство Срба, Хрвата и Словенаца, Голубић је одмах ухапшен и затворен у манастиру Раковица. Убрзо након тога, прогнан је у Столац и стављен под стални полицијски надзор. Пошто је оптужен за пријетње смрћу пријестолонасљеднику Александру, Голубић је крајем 1920. напустио земљу и преселио се у Беч. Након тога је преживио покушај атентата, а када су му аустријске власти укинуле визу за привремени боравак, преселио се у Праг. Сљедеће године се илегално вратио у Аустрију и поново доселио у Беч. Убрзо по повратку, придружио се Комунистичкој партији Југославије (КПЈ). Између 1923. и 1927. писао је за бечку публикацију La Fédération balkanique под псеудонимом Никола Ненадовић. Публикација је била непосредно подређена совјетским обавјештајним службама. За то вријеме, сарађивао је са високим совјетским агентима, Лабудом Кусовцем и Павлом Бастајићем. Голубић је у једном од својих чланака за La Fédération balkanique тврдио да је Димитријевић организовао и финансирао атентат на Франца Фердинанда уз знање и одобрење руског дипломате Николаја Хартвига, руског војног аташеа Виктора Артамонова, српског политичара и премијера Николе Пашића и пријестолонасљедника Александра. Описујући те тврдње као неутемељене, Дедијер закључује да је Голубић то изрекао „у духу освете” према Александру, који га је протјерао из земље.
Голубић се 1927. преселио у Москву, гдје је ступио у Обједињену државну политичку управу (рус. Объединённое государственное политическое управление, ОГПУ), која је касније преименована у Народни комесаријат унутрашњих послова (рус. Народный комиссариат внутренних дел, НКВД). Поред других Југословена, као што су Влајко Беговић и Мирко Марковић, Голубић је играо кључну улогу у тајним настојањима Совјетског Савеза ка покретању „свјетске револуције”. У том својству учествовао је у небројеним атентатима на политичке противнике Совјетског Савеза у иностранству. Задаци су га одвели у Француску, Шпанију, Кину, Јапан и Сјеверну Америку. Голубић је на крају стекао чин пуковника НКВД. Тајна природа Голубићевог дјеловања довела га је до тога да је међу међуратним југословенским комунистима стекао готово легендарну репутацију. Његови подвизи постали су тема бројних прича, чију је аутентичност тешко, ако не и немогуће, утврдити. Голубић је био један од ријетких Југословена који су живјели у Совјетском Савезу и преживјели Велику чистку. Од око 900 југословенских комуниста који су живјели у земљи од 1936. до 1937, најмање 800 је ухапшено, а само четрдесет је преживјело гулаге.

### Други свјетски рат и смрт
У међуратном периоду, Голубићев нећак Мехо био је активни комунистички агитатор у Југославији. Голубић је у Југославију илегално ушао 1940. године. Тако је постао један од главних совјетских агената у земљи. Голубић је затим ступио у контакт са Драгишом Васићем и Младеном Жујовићем, који ће заједно са Стеваном Мољевићем постати главни савјетници Драгољуба Михаиловића, вође Југословенске војске у отаџбини. Голубићево вријеме у Југославији обиљежили су чести сукоби са КПЈ. Према Миловану Ђиласу, Голубић је био непријатељски настројен према Централном комитету КПЈ, тврдећи да је „састављен од троцкиста”. Ђилас је, заједно са Александром Ранковићем, сумњичио и самог Голубића да је троцкиста и бојао се да у Москви шири дезинформације о дјелатности ЦК. Према Ђиласу, Ранковић и он су били спремни да убију Голубића, али им је Јосип Броз Тито, генерални секретар КПЈ, рекао да одустану, који је Голубића идентификовао као агента на „специјалном задатку” и наредио да га оставе на миру.
Експлозија у Смедеревској тврђави 5. јуна 1941. разнијела је њемачко складиште муниције и саму тврђаву, неколико стотина становника је погинуло, а већи дио града је остао у рушевинама. Спекулише се да су експлозију можда изазвали комунистички саботери са челу са Голубићем. Голубић је сутрадан ухапшен у кући адвоката Тихомира Вишњевића у заједничкој акцији Зихерхајтсдинста (безбједоносна служба) и Зихерхајтсполицаја (безбједносна полиција). Голубић је користио псеудоним Лука Самарџић. Након тога је стављен у притвор Гестапоа, који га је мучио. Према ратном извјештачу Сими Симићу, који је био затворен заједно са Голубићем, био је изложен толикој тортури да му је лице помодрило, а мокраћа испуњена крвљу. Голубић је одлучно одбијао да Гестапоу ода било какве информације. У јулу, послије вишенедјељног мучења, Голубић је одведен у Дворску башту у центру Београда (данашњи Пионирски парк) и ту је стријељан. Према појединим подацима, као датум стрељана наводи се 29. јул 1941. године.

## Насљеђе
Послије Голубићеве смрти, југословенски партизани су именовали чету по њему; чету су првенствено чинили борци из редова Муслимана. Након рата, једна улица у Сарајеву је добила назив по њему.
Средином осамдесетих година, југословенски и босанскохерцеговачки драматург Сеад Трхуљ написао је позоришну представу о Голубићевом животу. Током Рата у Босни и Херцеговини, Сарајевску улицу која је добила име по Голубићу, градске власти су преименовале због Голубићевих политичких ставова, која су доживљавани као просрпски.
Голубића тумачи Горан Богдан у телевизијској серији Сенке над Балканом.